# 紫金龙属
紫金龙属（学名：Dactylicapnos）是荷包牡丹科下一属，共有4种，分布於印度北部至中国西南。